# Joe Lynch (boxe anglaise)
Pour les articles homonymes, voir Lynch et Joe Lynch.
Joe Lynch est un boxeur américain né le 30 novembre 1898 à New York et mort le 1er septembre 1965.

## Carrière
Il remporte le titre vacant de champion du monde des poids coqs après sa victoire aux points en 15 rounds contre Pete Herman le 22 décembre 1920. Herman prend sa revanche le 25 juillet 1921 mais Lynch s'empare à nouveau du titre mondial aux dépens de Johnny Buff le 10 juillet 1922, titre qu'il cède définitivement le 21 mars 1924 contre Abe Goldstein.

## Distinction
- Joe Lynch est membre de l'International Boxing Hall of Fame depuis 2005[1].